# Ярославские губернские ведомости
«Ярославские губернские ведомости» («ЯГВ») — официальная газета Ярославской губернии, издававшаяся с 1831 по 1917 год. Выходили с 1858 года еженедельно, с 1871 года два раза в неделю, с 1894 года ежедневно.

## История
Первый номер газеты «Ярославские губернские ведомости» вышел в свет 6 марта 1831 года. «ЯГВ» стали издаваться по инициативе министра финансов Е. Ф. Канкрина, считавшего, что публикация деловой информации будет полезна для промышленности и торговли региона. Также газета была призвана удовлетворять потребности местного управления и делопроизводства. Местные власти — купили два новых станка в единственную местную типографию и починили старый, набрали штат печатников. «Ярославские губернские ведомости» — первая в стране газета такого рода и названия (одновременно с ней безрезультатно планировался выход аналогичных изданий ещё в 5 губерниях страны). В 1838 году официальные издания появились в 43-х других губерниях, для которых ярославская газета послужила примером.
Все присутственные места были обязательными получателями газеты, в 1831 году это потребовало около 230 экземпляров. В этом году на «Ярославские губернские ведомости» подписалось 315 частных учреждений и лиц (дворяне, купцы, мещане, 21 крестьянин). Среди первых подписчиков были губернатор К. М. Полторацкий, архитектор П. Я. Паньков, будущий краевед крестьянин Е. В. Трехлетов.
С 1838 года в газете было две части — официальная и неофициальная. Первая состояла из двух отделов: 1) царские манифесты, указы Сената и Комитета министров, распоряжения губернского правления; 2) объявления центральных и местных учреждений. В неофициальной части (до 1845 года называлась «Прибавление») публиковались статистические, исторические, этнографические материалы, частные объявления, цены на продукты, метеорологические наблюдения. С 1856 года в Губернских ведомостей запрещалось публиковать литературные произведения, но это иногда не соблюдалось. Так, в 1850-х годах в газете публиковали стихи 27 авторов.
Губернские ведомости контролировали Министерство внутренних дел и Министерство народного просвещения, функцию местных цензоров выполняли директора Демидовского лицея. Запрещёнными темами были общественно-политические вопросы, комментарии по поводу распоряжений правительства, негативные материалы об армии и внешней политике, сообщения о выступлении крестьян и пр. Исследователи отмечают, «Ярославские губернские ведомости» были наполнены более разнообразно, чем аналогичные издания. В газете было опубликовано немало материала по истории губернии.
Редакторы были в основном разночинцами, многие дети священников. До 1848 года обе части редактировал один человек. Среди редакторов были И. Ф. Рукин (1831—1836), И. С. Ястребов (1838—1840), К. Д. Ушинский (неофициальная часть, май — август 1848), Ф. Я. Никольский (неофициальная часть, 1848—1862), Л. Н. Трефолев (неофициальная часть, 1866—1871), В. И. Лествицын (официальная часть, 1856—1889).
В штате редакции предусматривался лишь помощник редактора (корректор), так что корреспонденты были в основном внештатные. Гонорар им стал выплачиваться только в 1860-х годах. С газетой сотрудничали самые разные люди: профессора Демидовского лицея (В. И. Татаринов, Я. Н. Калиновский, А. З. Зиновьев), учителя гимназий, уездные врачи, купцы (ростовчане Н. Ф. Земский, И. И. Хранилов, рыбинцы А. И. Милютин, Г. Г. Голубенцев, ярославец С. А. Серебренников), помещики (Е. С. Карнович, А. В. Костылев, И. А. Караулов, А. П. Ильинский, Д. В. Гаврилов), священники, мещане (мологжанин А. Фенютин), крестьяне (ростовчанин А. Я. Артынов).